# Франсиско Колоане
Франсиско Колоане (на испански: Francisco Coloane) е чилийски писател на произведения в жанра драма и мемоари.

## Биография и творчество
Франсиско Колоане Карденас е роден на 19 юли 1910 г. в Кемчи, архипелаг Чилое, Чили, в семейство на капитан на търговски кораби. Учи в католическата гимназия в Акуд и завършва на средното си образование в салезианския колеж в Пунта Аренас.
Започва трудовата си дейност като продавач на въглища още докато учи, като по същото време и започва да пише за регионалната преса. През 1929 г. е нает като стажант-чирак в ранчо за добитък в Огнена земя. През 1933 г. пътува с учебния кораб „Генерал Бакедано“. После работи като чиновник във военноморските сили на Чили и в петролните експедиции в провинция Магалянес. Опитът и впечатленията от преживяванията си отразява в творбите си, основно ситуирани в южния край на Южна Америка. Заедно с работа си е и репортер на вестник в Сантяго.
През по-голямата част от живота си е бил активен член на Комунистическата партия на Чили. В периода 1962 – 1964 г. живее в Пекин и работи за испаноезичното маоистко списание „China Reconstruye“. По времето на режима на Пиночет не е бил репресиран.
Литературната кариера на Франсиско започва през 1935 г. с разказа „Кучета, коне и хора“ и завършва през 2001 г. със създаването на романа „Naufragios“ (Корабокрушение).
През 1941 г. са издадени първите му книги – сборникът с разкази „Нос Хорн“ и романът El último grumete de la Baquedano” (Последният юнга на Бакедано). Други известни творби включват сборникът му с разкази „Огнена земя“ и романа „El Camino de la ballena“ (Пътят на китовете).
Разказът му „Нос Хорн“ е екранизиран през 1956 г. По сборникът му „Огнена земя“, режисьорът Мигел Литин снима филма „Tierra del Fuego“ през 2000 година.
През 1964 г. писателят е удостоен с Националната награда за литература на Чили. През 1997 г. е награден с държавна награда Орден за литература и изкуство на Френската република, където печели значителна известност за своята работа през 90-те години.
Той е голям любител на природата. През 1947 г. участва в чилийската антарктическа експедиция. През 1967 г. той и Евгений Евтушенко пътуват из Патагония и Огнена земя. Обичайки да плува, той отпразнува 89-ия си рожден ден, плувайки в ледените води на Тихия океан.
Франсиско Колоане умира на 5 август 2002 г.в Сантяго, Чили.
След смъртта му чилийското правителство го признава за значима централна фигура на чилийската литература от 20 век. Родната му къща в Кемчи е превърната в музей, който е открит през 2010 г. в чест на 100 години от рождението му.

## Произведения
- Cabo de Hornos (1941) – разкази
Нос Хорн, изд.: „Народна младеж“, София (1970), прев. Цветан Георгиев
Нос Хорн в „Латиноамерикански морски новели“, изд.: „Георги Бакалов“, Варна (1977), прев. Борис Христов
- El último grumete de la Baquedano (1941)
- La Tierra del Fuego se apagó (1945)
- Golfo de Penas (1945)
- Los Conquistadores de la Antártida (1945)
- Tierra del Fuego (1956) – разкази
Огнена земя, изд.: „Народна култура“, София (1973), прев. Роза Самуилова, Калина Цанева
- Viaje al Este (1958)
- El Camino de la ballena (1962)
- El témpano de Kanasaca у otros cuentos (1968)
- El Chilote Otey y otros relatos (1971)
- Rastros del Guanaco Blanco (1980)
- Crónicas de la India (1983)
- El Corazón del Témpano (1991)
- Velero Anclado (1995)
- Cuentos completos (1999) – сборник
- Los pasos del hombre (2000) – автобиография
- Naufragios (2001)
- Papeles recortados (2004) – посмъртно
- Última carta (2005) – посмъртно

### Екранизации
- 1944 Romance de medio siglo
- 1947 Si mis campos hablaran
- 1955 La Tierra del Fuego se apaga
- 1956 Cabo de Hornos
- 1983 El Último Grumete
- 2000 Tierra del fuego